# 未来のミライ
『未来のミライ』（みらいのミライ）は、細田守が監督・脚本を務めた、2018年の日本のアニメーション映画。声の出演は主人公のくんちゃん役を上白石萌歌が務めたほか、黒木華、星野源、麻生久美子、吉原光夫、宮崎美子、役所広司、福山雅治ら。主人公は甘えん坊の4歳の男の子。妹が生まれて両親の愛を奪われたように感じて寂しい思いをしていたところに、未来から中学生の姿をした妹がやって来る。それをきっかけに始まる、家族をめぐる時空を越えた旅の物語。
東宝配給により2018年7月20日に劇場公開された。アカデミー賞長編アニメ映画賞、ゴールデングローブ賞アニメ映画賞にノミネートされ、アニー賞長編インディペンデント作品賞、日本アカデミー賞最優秀アニメーション作品賞を受賞した。

## 概要
兄と妹の関係をモチーフとして、血のつながった親子の中での家族の再編をテーマに描いている。アイデアのベースは細田自身の2人の子供。彼らのリアクションを見ていると、この世の中は何か豊潤な良いものがたくさんあふれているのではないか気づかされ、そういう世界の広がりを映画を見る人と共有できれば、との思いで作っているという。また細田は本作で、大人や「キャラ」を描くことが役割となってしまった日本のアニメーション界では難しくなった「子供を描く」ということに挑戦している。
映画の舞台は横浜市の磯子区や金沢区近辺である。

## ストーリー
出産のため、しばらく入院していたおかあさんが帰ってきた。主人公のくんちゃんは初めて見る妹に興味を示し、おかあさんに「仲良くしてね」「守ってあげてね」と言われ、約束する。しかし、おとうさんとおかあさんは「未来（みらい）」と名付けられた赤ちゃんの育児に追われるため、どうしてもくんちゃんのことを後回しにしてしまいがち。
そんな日々が続いたことで、ミライに嫉妬を覚えたくんちゃんは、動物の形をしたクッキーをミライちゃんの顔に並べたり、ほっぺたを引っ張ったり、指で鼻を押したりとミライの顔で遊び、おかあさんに止められる。その腹いせにオモチャの新幹線で頭を敲くなどの癇癪を起こしてまた止められる。疎外感を感じて、家に自分の居場所が無いように感じたくんちゃんは、庭に逃げる。すると、一人の男がくんちゃんに話しかけてきた。それは人間の姿になった飼い犬のゆっこだった。ゆっこはくんちゃんの感じている感情を嫉妬だと言う。色々やっている内にくんちゃんは尻の辺りに犬のしっぽらしきものが生えていることに気付いた。思わずそれを毟り取って、試しに同じとこに付けてみると全身が犬のようになり、そのままひと暴れしたことで気は収まり、くんちゃんが伝えたことでゆっこの待遇も向上した。くんちゃんはその後も、未来からやってきたセーラー服姿のミライが嫁に行き遅れないためゆっこと共にひな人形を片づけ、母親の子供時代に行って一緒に騒ぎまくったり、曽祖父の馬やバイクに乗ったりといった不思議な体験をしつつ成長していく。
ある日、キャンプに行こうと思っていた太田家だが、くんちゃんはお気に入りのスボンが洗濯中で履けないことから、だだをこねてしまう。家出をしたくんちゃんは寂れた駅で1人の高校生に会う。しばらく話している内に不思議な電車が来たのを見かけるが、それには乗るなと言われた。しかしその言い方が癪に触ったのか乗ってしまった。その行き先は巨大な東京駅で切符もなく、迷子になってしまう。迷子センターは見つからず、遺失物センターへ向かった。その遺失物係に肉親の名を問われるも何も答えられず、特別な新幹線によって「ひとりぼっちの国」に送られることになる。くんちゃんは禍々しい装飾をした新幹線に引きずりこまれ、その乗客の骸骨達と共に強制移送されそうになる。しかし、自分がミライの兄であることを自覚し、その新幹線から妹を守って決意を固めたことで、遺失物係は未来のミライを呼び出して、くんちゃんとミライは再会する。ミライはくんちゃんを連れて飛び立ち、時空の道しるべからそれらの時代を探り当て、くんちゃんも元の時代へと帰っていく。

## 登場人物
劇中では、登場人物は未来（ミライ）と飼い犬のゆっこを除き、主人公のくんちゃんを筆頭に全員が愛称・渾名・俗称で呼ばれている。
くんちゃん〈4〉
声 - 上白石萌歌
本作の主人公。本名は太田 訓（おおた くん）。
生まれてきた妹に両親の愛情を奪われ、戸惑う。
ある日、飼い犬のゆっこが人間の姿になった謎の男に出逢い、続いて「ミライ」と言う少女とも出逢い、時空を超えた冒険の旅に出る。電車が大好きで電車の名前を覚えている。お父さんに妹の名前は何が良いと聞かれた際は「のぞみ」、「つばめ」等新幹線の列車名を挙げている。いつも電車のおもちゃで遊んでいて、度々このおもちゃに関するトラブルも発生する。オレンジ色の201系をデフォルメしたイラストが描かれた服を持っている。
なお、原作小説にはくんちゃん誕生の際に「命名 訓」という漢字が当てられている。また、幼稚園の名札には「おおた くん（太田訓）」と書かれている。
ミライちゃん〈14〉
声 - 黒木華、本渡楓（幼少期）
本作のヒロインでくんちゃんの妹。未来から来た中学3年生の少女がくんちゃんを「お兄ちゃん」と呼ぶ。右手の手首側近くから親指の付け根の下にかけてアザがある。
おとうさん
声 - 星野源
育児のために在宅にて建築設計の業務を行う設計士。仕事と育児の両立を目指し日々、取り組んでいる。抱っこが苦手。
おかあさん
声 - 麻生久美子
仕事や育児で大忙しだが、ベストを尽くそうとする。片付けが苦手。劇中には写真でのみ登場する「よういち」という弟がいる。
ゆっこ
声 - 吉原光夫
太田家のペットでクリーム色のイギリス系ミニチュアダックスフント。オス。
くんちゃんが産まれるより前から夫婦と一緒にいる。おかあさんがペットショップで一目惚れし、おとうさんは渋々承諾した。
謎の男
声 - 吉原光夫
くんちゃんが庭先で出会った、奇妙な出で立ちをした男。愛情に飢えているらしく、「自分はかつてこの家の王子だった」と話す。実は飼い犬のゆっこが人間体になった姿で、没落貴族のような格好をしている。
ばあば
声 - 宮崎美子
くんちゃんの祖母。二人目を出産するおかあさんの代わりにくんちゃんとゆっこの面倒をみる。おとうさんの設計した自宅のデザインが好きではない。幼少期の母に会った際に、姿は見ていないが大きな怒鳴り声を聞いている。
じいじ
声 - 役所広司
くんちゃんの祖父。ひなまつりの日に孫に会いに来る。未来の写真を撮ろうとするも、くんちゃんに邪魔される。
ひいばあば
声 - 真田アサミ
青年
声 - 福山雅治
くんちゃんが時空の旅先で出逢った若者。足を引きずって歩く。くんちゃんに大きな影響を与える。実はくんちゃんの曽祖父の若年期の姿で、足を引きずる理由は戦傷によるもの。曾祖母との馴れ初めは、太田家ではかけっこに勝ったら結婚するという約束をして勝ったと伝えられているが、足が悪い曽祖父が勝つわけがないと信じられていなかった。実際には、曾祖母がかけっこの途中で足を止め、プロポーズを承諾していたということが明らかになった。
少女
声 - 雑賀サクラ
くんちゃんが時空の旅先で出逢う少女。くんちゃんの母の幼き頃の姿。2人で部屋中を荒らしたことで母に怒られた（その際、裏口から逃がしている）。
男子高校生
声 - 畠中祐
くんちゃんが時空の旅先であるJR根岸線磯子駅の待合室で出会った、ぶっきらぼうな話し方をする男子高校生。正体は高校生になったくんちゃん。
東京駅の遺失物受付センターのロボット
声 - 神田松之丞（現：6代目神田伯山）
くんちゃんが時空の旅先である東京駅で出会うロボット。
東京駅のアナウンス
声 - 田中一永
新幹線
声 - 中村正
男の子たち
声 - 盛永晶月、小山春朋、斎藤來奏、真凛
その他声の出演
声 - 山像かおり、玉川砂記子、井上肇、加藤虎ノ介、ラルフ鈴木、森圭介、岩本乃蒼、尾崎里紗、原舞歌、横山歩夢、内田珠鈴、吉川正洋、ビアンカ・アレン、マサボ・イザベル、ババボジャエヴァ・オルズグル、張暁林

## スタッフ
- 原作・監督・脚本 - 細田守
- 作画監督 - 青山浩行、秦綾子
- 美術監督 - 大森崇、髙松洋平
- 音楽 - 高木正勝
- オープニングテーマ・主題歌 - 山下達郎「ミライのテーマ」（オープニングテーマ）、「うたのきしゃ」（主題歌）
- ゼネラルプロデューサー - 高橋望
- プロデューサー - 齋藤優一郎、伊藤卓哉、足立雄一、川村元気
- ラインプロデューサー - 池田大悟
- アソシエイトプロデューサー - 伊藤整、櫛山慶、町田有也、笠原周造
- 画面設計 - 山下高明
- 色彩設計 - 三笠修
- CGディレクター - 堀部亮（デジタル・フロンティア）
- 衣装 - 伊賀大介
- プロダクションデザイン - 上條安里、谷尻誠、tupera tupera、亀田芳高、小野令夫
- 編集 - 西山茂
- 録音 - 小原吉男
- 音響効果 - 柴崎憲治
- ドルビー・サウンド・コンサルタント - 河東努（コンチネンタルファーイースト株式会社）
- 音楽プロデューサー - 北原京子
- キャスティングディレクター - 増田悟司、今西栄介
- 上田弁方言指導 - 真田アサミ
- 配給 - 東宝
- 企画・制作 - スタジオ地図
- D.N.ドリームパートナーズ・スタジオ地図LLP共同事業（NTTドコモ、日本テレビ放送網、KADOKAWA、スタジオ地図）
- プロモーションパートナーズ（東宝、読売テレビ放送、バップ、電通、札幌テレビ放送、宮城テレビ放送、静岡第一テレビ、中京テレビ放送、広島テレビ放送、福岡放送、ローソン、ジェイアール東日本企画、ワーナーミュージック・ジャパン、LINE、読売新聞社）
- アイパートナー（解説放送ナレーション） - 山崎和佳奈

## 製作
制作は前作完成直後から始まり、3年間を費やした。
キャラクターは鉛筆と紙、背景は絵の具と絵筆で描く一方で、 映画後半で登場する東京駅のシーンでは、キャラクター以外の背景や通行人などはすべてCGで制作された。既存のアニメ表現にとどまらず、いろいろな世界観、表現方法を映画に取り入れたいという細田のこだわりにより、『しろくまのパンツ』『パンダ銭湯』などの絵本で知られるユニットのtupera tuperaがプロダクションデザインとして参加。さらに劇中の主人公の自宅のデザインは建築家の谷尻誠、黒い新幹線は実際の新幹線をデザインしている亀田芳高が手掛けた。
キャラクターのラフスケッチは作画監督の青山浩行が行った。異世界の「遺失物係」と「駅長」のキャラクターデザインはtupera tuperaが担当した。
声優オーディションでは上白石萌歌はミライちゃん役、黒木華はくんちゃん役に参加していたが、細田は上白石にくんちゃんの泣き声、犬の鳴き声を演じさせくんちゃんのイメージに合うと上白石をくんちゃん役に決定した。また、おかあさん役はシナリオの段階から細田作品に二作連続で出演し、同年代の子供を持つ麻生久美子に依頼することを決めていた。

### 音楽
オープニングテーマとエンディングテーマを担当するのは、『サマーウォーズ』以来、細田とは9年ぶり2度目のタッグとなる山下達郎。山下にとって、同じ監督と再び組むことも一つの作品に2曲書き下ろすのも初めてのことである。

## 公開
全国456スクリーンで公開され、299万人の観客を動員、最終興行収入は28.8億円となった。
日本外では、映画完成前の2017年5月時点で世界57ヵ国での配給が決まっていた。米国ではGKIDS配給により、2018年11月29日から字幕版と吹替え版の二つが780館で公開された。世界でも97の国と地域（2019年2月時点、予定も含む）で配給された。

## 評価
日本国内では、必ずしも高い評価を受けたとは言えない。長編映画デビュー以来、それまで順調に右肩上がりだった細田作品の売上は本作で大きく下がり、映画自体の評価も二分されている。
日本で大きく評価分けた理由として、本作をストレートな冒険活劇ファミリー映画と期待して劇場に足を運んだ観客が多かったことが指摘されている。しかし、実際は細田守の監督としての作家性をそれまでにないほど前面に押し出したアーティスティックな内容となっていたため、その期待を裏切ってしまったということである。この点に関しては海外メディアも指摘しており、ロサンゼルス・タイムズは、「日本アニメーション映画の巨匠、細田守の新しい家族映画が公開された。しかし本作はあなたが想像するようなものではないかもしれない。彼の映画は万人向けに見えるが、実のところそうではない。“家族”という集団は彼の作家性の中心にあるように見えて、その実かけ離れているとも言える」と分析している。それまで日本のアニメーションが描いてきた「家と家族」において、子供たちは家族にほどほどにうんざりしながらも大人たちに守られ、自尊心もそれなりに保ってきていた。しかし、本作の「家と家族」は、一見理想的な家族像に見えながら、実際に鑑賞するとまだ幼児である主人公が両親から自尊感情（自分には価値があると思える感情のこと）をすり減らされるエピソードに満ちており、しかもその感情がシナリオの中で回復されることはない。そして作中でそれがフォローされるのは主人公の男の子が理想的な家族の中で自らの血縁の歴史を知るという部分であるため、「家族」「血縁」という旧来の家族観を素晴らしいと思える人生を送ることが出来た人や批判精神のない人間はそのテーマを肯定できるが、そうではない人たちには否定の感情を抱かせることになるということである。これに対して、本作は家族の物語などではなく、幼児が赤ちゃん時代と決別し、自己を確立して子供としての一歩を踏み出す物語であるという意見もある。このような国内での反応に対し、本作に対する海外の評価は高い。大手レビューサイトでの評価も軒並み上々で、アニー賞の受賞、アカデミー賞、ゴールデングローブ賞、放送映画批評家協会賞などへのノミネートなど、2018年の日本アニメーション映画の中で他とは一線を画す注目の浴び方だった。
海外では、日本アニメーションとしての繊細な視点と描写力の高さが評価されている。また、本作が掲げるメッセージが、「家族の繋がりや親の不安」「逃れることのできない過去の呪縛」という2018年の映画の世界的潮流とリンクしていたこともポイントの一つとして挙げられている。近年、家族のあり方は旧来的な縛りから解放され、ゆるやかなつながりへと変化していくことが期待されており、家族とは血縁によって自動的に成立するものではなく、家族であることを確かめる作業と、お互いの理解や歩み寄りが必要とされる。しかし、一方でそうした世界的風潮の中、本作のあくまで血縁を重視したプロットにこだわる点などは、見る人にいささか古い印象を与える可能性も指摘されている。
ル・モンド紙は本作を「繊細な観察が出来ている」と評し、フランス・アンフォは『未来のミライ』を「美しく感覚的」と述べ、「細田守が本作で取り組んだ建築や都市装飾における描写は驚嘆するべきものである」と評した。

### 受賞・ノミネート
第71回カンヌ国際映画祭（2018年5月8日 - 19日）の「監督週間」に選出され、5月16日にプレミア上映される。「監督週間」でアニメーションとしては唯一の招待作品。アヌシー国際アニメーション映画祭2018（6月11日 - 16日）の長編部門コンペティションに選出された。第91回アカデミー賞長編アニメ映画賞にノミネートされた。これは日本の作品としてはスタジオジブリ作品以外では初めてのことである。第76回ゴールデングローブ賞アニメ映画賞に日本の作品としては初めてノミネートされた。第46回アニー賞の長編インディペンデント作品賞と長編作品脚本賞の2部門にノミネートされ、前者を日本人監督として初めて受賞した。
| 賞                                     | 授賞式         | 部門                                   | 受賞者                                   | 結果       | 出典                 |
| -------------------------------------- | -------------- | -------------------------------------- | ---------------------------------------- | ---------- | -------------------- |
| 第91回アカデミー賞                     | 2019年2月24日  | 長編アニメ映画賞                       | 細田守 & 齋藤優一郎                      | ノミネート | [ 42 ]               |
| アニー賞                               | 2019年2月2日   | 長編インディペンデント作品賞           | 齋藤優一郎、伊藤卓哉、足立雄一、川村元気 | 受賞       | [ 43 ] [ 44 ] [ 41 ] |
| アニー賞                               | 2019年2月2日   | 脚本賞                                 | 細田守、ステファニー・シェー             | ノミネート | [ 43 ] [ 44 ] [ 41 ] |
| アジア太平洋映画賞                     | 2018年11月29日 | 最優秀アニメーション映画賞             | 細田守、齋藤優一郎                       | ノミネート |                      |
| 第24回クリティクス・チョイス・アワード | 2019年1月13日  | アニメ映画賞                           | 細田守                                   | ノミネート | [ 45 ]               |
| クランチロール・アニメアワード         | 2019年2月16日  | 映画賞                                 | 未来のミライ                             | ノミネート | [ 46 ]               |
| フロリダ映画批評家協会賞               | 2018年12月21日 | アニメーション映画賞                   | 未来のミライ                             | 受賞       | [ 47 ]               |
| ゴールドダービー賞                     | 2019年2月17日  | アニメーション映画賞                   | 細田守                                   | ノミネート | [ 48 ]               |
| 第76回ゴールデングローブ賞             | 2019年1月6日   | アニメ映画賞                           | 細田守、齋藤優一郎                       | ノミネート | [ 49 ]               |
| 第42回日本アカデミー賞                 | 2019年3月1日   | 最優秀アニメーション作品賞             | 未来のミライ                             | 受賞       | [ 50 ]               |
| サテライト賞                           | 2019年2月22日  | アニメーション・ミックスメディア映画賞 | 細田守                                   | ノミネート | [ 51 ]               |
| ワシントンD.C.映画批評家協会賞         | 2018年12月3日  | アニメーション映画賞                   | 細田守                                   | ノミネート | [ 52 ]               |
| リスボン・アニメーション映画祭         | 2019年3月30日  | 若者たち向けアニメ映画賞               | 未来のミライ                             | 受賞       | [ 53 ]               |

このほか、第22回文化庁メディア芸術祭アニメーション部門審査委員会推薦作品を受賞している。

## 書籍

### 小説
細田守自らが執筆した原作小説が、角川文庫および児童文庫レーベルの角川つばさ文庫とライトノベルレーベルの角川スニーカー文庫から表紙や口絵・挿絵違いで3種類で発売された。
- 著：細田守『未来のミライ』（2018年6月15日発売、角川文庫）
- 著：細田守『未来のミライ』（2018年6月30日発売、角川つばさ文庫）- 挿絵：染谷みのる
- 著：細田守『未来のミライ』（2018年7月1日発売、角川スニーカー文庫）- カバー・口絵・本文イラスト：U35

### 絵本
本作では、映画に関連する絵本が4冊出版された。
- 作：tupera tupera（ツペラ ツペラ）、細田守『オニババ対ヒゲ』
  - 亀山達矢・中川敦子夫妻による作家ユニットと細田が映画のために制作した劇中絵本[56]。
- 原作：細田守、絵：青山浩行、文：にわかな『ミライちゃん、すきくないの』
  - 映画のストーリーと作画監督・青山浩行によるキャラクターラフスケッチをもとに絵本として構成した作品[56]。
- 原作：細田守『角川アニメ絵本 未来のミライ』
  - 『時をかける少女』からシリーズ化されているアニメ絵本[56]。
- 原作：細田守『くんちゃんのでんしゃノート』
  - くんちゃんと同じく電車好きの子どもたちに向けた絵本[56]。

## タイアップ
- SCRAP主催の体感型謎解きイベントであるリアル脱出ゲームとのコラボで『ミライからの手紙』が東京歌舞伎町にある常設アミューズメントスポット・東京ミステリーサーカスにて約1か月のロングランで開催された。参加者は各々のペースで手紙に書かれている様々な謎を頼りに、新宿近辺を散策しながらくんちゃんを保護することがクリア条件。
- 作中の熱帯魚（カージナルテトラ）が群泳するシーンや、水草を配植した水槽をイメージしたシーンの制作に協力したアクアデザインアマノとのコラボレーションによって、2018年7月13日から9月17日までの期間、すみだ水族館に於いて同作品のシーンをイメージした7m幅のネイチャーアクアリウム水槽を展示した特別展「未来のミライ×すみだ水族館 小さな世界の、大いなる命の物語。」が開催された[注 6]。
- 本作の主題歌を担当した山下達郎の「クリスマス・イブ」とのコラボレーションで、細田の監修で青山浩行（本作作画監督）の「くんちゃん」と「ミライちゃん」が描かれた描き下ろし原画による、三方背ボックス仕様の「クリスマス・イブ 2018 クリスマス・スペシャル・パッケージ」が、12月11日から25日までの期間限定で販売された。

### CM
サントリー『グリーンダカラ』のCMで、くんちゃんと未来が登場するアニメーションCMが制作・放送されている。

## テレビ放送

### テレビ放送の視聴率
- 日テレ系『金曜ロードSHOW!』枠

| 回数 | 放送日時        | 視聴率 |
| ---- | --------------- | ------ |
| 1    | 2019年07月012日 | 9.9%   |